# Frankfurter Straße (Wetzlar)
Die Frankfurter Straße ist eine 3,2 km lange Nord-Süd-Verkehrsachse in der hessischen Stadt Wetzlar. Sie beginnt im Wetzlarer Stadtbezirk Büblingshausen und endet in der Wetzlarer Altstadt. Sie ist die wichtigste südliche Einfallstraße und eine der verkehrsreichsten Straßen Wetzlars. 

## Verlauf und Straßenbeschreibung
Die Straße beginnt am südlichen Zipfel von Wetzlar aus der Landesstraße aus Richtung Hüttenberg. Von hier aus verläuft sie in Richtung Norden ab der Landesstraßenkreuzung in Richtung Münchholzhausen als vierspurige Hauptstraße bis zum Abzweig der Bergstraße, die ab da weiter vierspurig verläuft. Danach führt sie weiter bis zum Goldfischteich, jedoch nicht mehr als Hauptverkehrsachse, sondern eher als kleine Nebenstraße.

## Verkehr
Die Frankfurter Straße wird von mehreren Buslinien befahren.
Die Linie 11, 12 und 12a befahren die Straße fast auf ihrer gesamten Länge. Außerdem verkehren noch die Überlandlinie 312 nach Rechtenbach sowie im Abendverkehr die Linie 007 über die Frankfurter Straße.
Koordinaten: 50° 32′ 58″ N, 8° 31′ 9″ O